# Uvaria kweichowensis
Uvaria kweichowensis là loài thực vật có hoa thuộc họ Na. Loài này được P.T. Li miêu tả khoa học đầu tiên năm 1976.